# Collège universitaire français de Saint-Pétersbourg
Pour les articles homonymes, voir CUF.

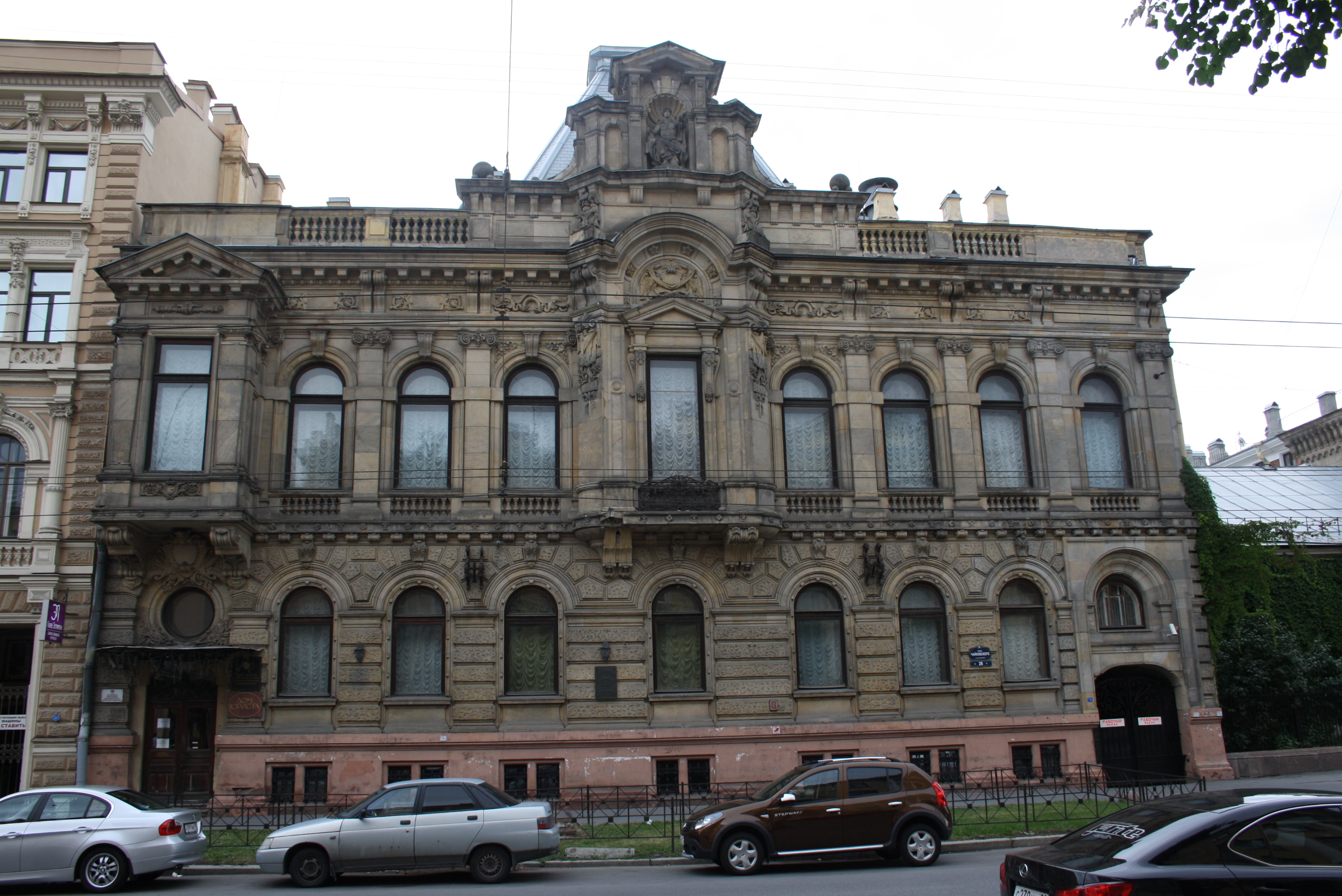
Façade du collège universitaire français en 2013

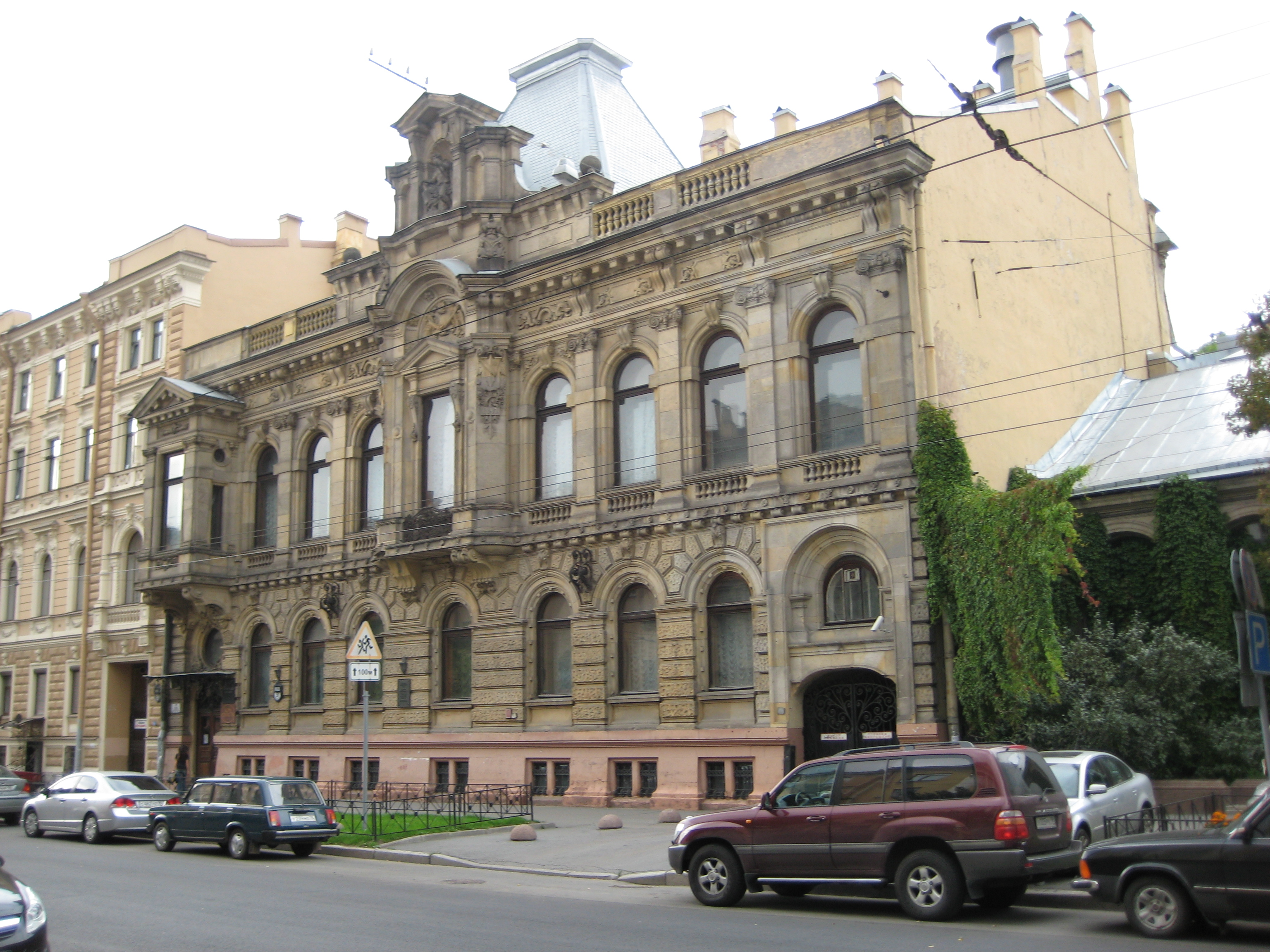
Vue du collège universitaire français en 2009

Le collège universitaire français de Saint-Pétersbourg ou CUF (Французский университетский колледж) est un établissement d'enseignement supérieur situé à Saint-Pétersbourg en Russie. Il a été fondé en 1992 sous le patronage du ministère des Affaires étrangères français. Il est basé sur un accord conclu en 1996 entre l'université d'État de Saint-Pétersbourg et la chancellerie des universités de Paris.
Son diplôme délivré par le département de français est reconnu par l'université d'État de Saint-Pétersbourg comme diplôme universitaire donné après cinq ans d'études. Plusieurs universités françaises reconnaissent son diplôme comme équivalent à une maîtrise. Ce sont l'université de Paris I Panthéon-Sorbonne, l'université de Paris II Panthéon-Assas, l'université Paris Sorbonne-Paris IV, l'université Paris Descartes, l'université Diderot-Paris VII, l'université Paris-VIII (ex-Vincennes), l'école des hautes études en sciences sociales, l'université Aix-Marseille III, l'école normale supérieure de Cachan et l'école normale supérieure de la rue d'Ulm.
Le collège universitaire français propose un cursus de deux ans en cinq disciplines: droit, histoire, littérature, sociologie et philosophie. Il existe deux département, le premier où tout l'enseignement se fait en français et le second où l'enseignement se fait en français avec traduction synchronisée en russe.
L'enseignement est gratuit avec droit d'inscription. L'établissement reçoit des étudiants ayant au moins quatre ans d'études supérieures.
Le collège possède une bibliothèque, la bibliothèque Philippe-Habert, qui a été inaugurée en 1995. Elle comprend plus de cinq mille ouvrages en français.
Le collège universitaire français se trouve dans un ancien hôtel particulier de style classique éclectique construit en 1896-1897 par les architectes Kohlmann, Schöne et Schmidt pour A. F. Kelch. Il a été réaménagé en 1908. Cet édifice figure au patrimoine architectural historique protégé. 

## Adresse
- 28 rue Tchaïkovski, Saint-Pétersbourg, Russie
- Санкт-Петербург, ул. Чайковского д.28